# Kate Upton
Katherine Elizabeth Upton (St. Joseph, Míchigan, 10 de junio de 1992), más conocida como Kate Upton, es una modelo, actriz y empresaria estadounidense conocida por su aparición en Sports Illustrated Swimsuit Issue 2011. Durante el lanzamiento en Las Vegas, Kate fue nombrada 'Novata del Año'.
También fue el rostro desde 2010 a 2011 de Guess? y ha modelado para Beach Bunny y Victoria's Secret. Además, desde 2021 es accionista del Club Necaxa.

## Primeros años
Kate Upton nació en St. Joseph (Míchigan) y se crio en Melbourne (Florida). Tiene tres hermanos y hermanas. Además, su tío es Fred Upton, congresista del 6.º distrito congresional de Míchigan para la Cámara de Representantes de los Estados Unidos.
Como amazona, Kate Upton participó en la "American Paint Horse Association", compitiendo a nivel nacional. Con su caballo Roanie Pony, ganó en diversas categorías de edad numerosos campeonatos organizados por la APHA, hasta un total de cinco. Además, Upton acabó tercera en la clasificación global del Top 20 Juvenil de la APHA. Con un segundo caballo, Zipped, siguió obteniendo más éxitos, acabando en el Top 5 de "14–18 Horsemanship y 14–18 Western Pleasure" de 2009.

## Carrera
En 2008, Kate Upton acudió a un casting en Miami para la "Elite Model Management", siendo contratada ese mismo día. Por otra parte, se desplazó a la ciudad de Nueva York, donde firmó con "IMG Models".
Kate Upton hizo sus primeros trabajos de modelo para "Garage" y luego con "Dooney & Bourke". En la temporada 2010-11 es la imagen de Guess. En 2013, aparece por segundo año en el "Sports Illustrated Swimsuit Issue". Aparece en la sección de pintura corporal, siendo además nombrada Novata del Año 2011. Desde su primera aparición en esta revista, ha trabajado como modelo para "Trajes de baño Beach Bunny" y "Victoria's Secret". Por otra parte ha aparecido en "Complex" y "Esquire" como La Chica del Verano.
En abril de 2011, un vídeo de internet en el que aparece haciendo el "Dougie" en un partido de Los Angeles Clippers obtuvo una gran difusión, lo cual contribuyó a aumentar su popularidad.
Kate Upton hizo una aparición en junio de 2011 en un episodio de la serie "Tosh.0", participando en un espacio llamado "Cuchillo o Banana", emulando a un juego televisivo japonés, donde ella es apuñalada con una banana.
En julio de 2011, Kate Upton jugó en el "2011 Taco Bell All-Star Legends & Celebrity Softball Game" en el Chase Field de Phoenix, Arizona. El debut de Kate Upton como actriz fue en la película Tower Heist, como la amante de Mr. Hightower's. En 2012 participó en la cinta Los tres chiflados en la cual interpretó el papel de la hermana Berenice.
Fue elegida la mejor modelo de 2013 en la décima edición de los Premios de Estilo. Y, en diciembre de 2014, obtuvo el premio a la Mujer más Sexy del Planeta de la revista People.
Desde sus inicios en 2008, la modelo fue criticada por algunos sitios de Internet y foros de polémica, luego de que llegó a aumentar hasta 20 kilogramos (45 lbs) en el período de 7 años comprendido entre su año de debut y 2015; en ese tiempo la modelo llegó a ser despedida de la agencia Sport Illustrated además de perder su papel en el videojuego "Game of War" siendo destituida por la cantante y compositora Mariah Carey.

## Vida personal
El 4 de noviembre de 2017 se casó con Justin Verlander. El 7 de noviembre de 2018 dio a luz a su primogénita, Genevieve. y el 22 de junio del 2025, dieron la bienvenida a su segundo hijo.

## Filmografía
| Año  | Título              | Papel                    | Notas        |
| ---- | ------------------- | ------------------------ | ------------ |
| 2011 | Tower Heist         | Mr. Hightower's Daughter |              |
| 2012 | Los tres chiflados  | Sister Bernice           |              |
| 2014 | No hay dos sin tres | Amber                    |              |
| 2017 | The Layover         | Meg                      | Protagonista |
| 2017 | The Disaster Artist |                          |              |

| Año  | Título                                          | Papel      | Notas                                 |
| ---- | ----------------------------------------------- | ---------- | ------------------------------------- |
| 2011 | Tosh.0                                          | Ella misma | Episodio: «Bug in Mouth Reporter»     |
| 2012 | Sports Illustrated: The Making of Swimsuit 2012 | Ella misma | Especial de televisión                |
| 2012 | Saturday Night Live                             | Ella misma | Episodio: «Maya Rudolph/Sleigh Bells» |
| 2012 | GTTV Presents MLB 2K12: The Perfect Club        | Ella misma | Fecha de episodio: 24 de mayo         |